# Euroliner
Das Gasturbinenschiff Euroliner war der erste Neubau eines mit Gasturbinen versehenen Frachtschiffs für den regulären Frachtverkehr.

## Geschichte
Die Reederei Seatrain Lines gab Ende der 1960er Jahre den Entwurf des Euroliner Schiffstyps bei der renommierten New Yorker Firma John J. McMullen Associates, Inc. (JJMA) in Auftrag. Sie ließ ab 1971 vier dieser durch P&W-Gasturbinen angetriebene Containerschiffe für den regelmäßigen Trans-Atlantik-Frachtverkehr bauen und betrieb diese bis 1981. Die britische Reederei Scarsdale Shipping Co., London (J. & J. Denholm, Glasgow) gab den Bauauftrag und vercharterte die Schiffe dann langfristig an Seatrain Lines. Als erstes wurde am 24. Oktober 1970 die Euroliner bei der Werft Rheinstahl Nordseewerke in Emden vom Stapel gelassen. Das am 22. März 1971 an seine neuen Eigner abgelieferte Schiff wurde von zwei Turbo-Power-&-Marine-Systems-Gasturbinen vom Typ Pratt & Whitney FT4 A-12 mit je 22.700 kW angetrieben. Sie erreichte eine Geschwindigkeit von 26,5 Knoten und verbrauchte dabei täglich etwa 300 Tonnen Treibstoff. Die Euroliner erzielte damit den Geschwindigkeitsrekord für Frachtschiffe auf dem Atlantik. 1981 wurden alle vier Schiffe auf Dieselantrieb umgerüstet. Während des Umbaus ging Seatrain Lines in Konkurs und die Schiffe wurden an die Reederei Ahrenkiel verkauft und während einer Langzeit Charter von der Orient Overseas Container Line weiterbetrieben. Nach weiteren Verkäufen und zahlreichen Umbenennungen (1981 Seapac Trenton – 1981 Oriental Governor – 1986 Y.S. Argosy – 1988 OOCL Britain – 1988 OOCL Dominance – 1990 Atlantic Senator – 1991 Al Muharraq – 1993 Bright River – 1995 Right River) wurde das Schiff schließlich am 3. März 1995 in Alang in Indien abgebrochen.

## Umbau
Unter dem Preisdruck der Ölkrise der 1970er Jahre wurde versucht, die Gasturbinenschiffe auf billigere Brennstoffqualität umzustellen. Da diese Versuche kein befriedigendes Ergebnis brachten, wurden die Schiffe 1981 bei der Howaldtswerke-Deutsche Werft, Hamburg auf einen Antrieb durch zwei Dieselmotoren umgebaut, wobei zunächst die Option im Raum stand, die Schiffe mit einem einzelnen langsamlaufenden Zweitakt-Dieselmotor auszurüsten, was den günstigeren Verbrauch zur Folge gehabt hätte. Es wurden aber zwei Viertakt-Mittelschnellläufer eingebaut, weil so weniger Laderaum verlorenging.

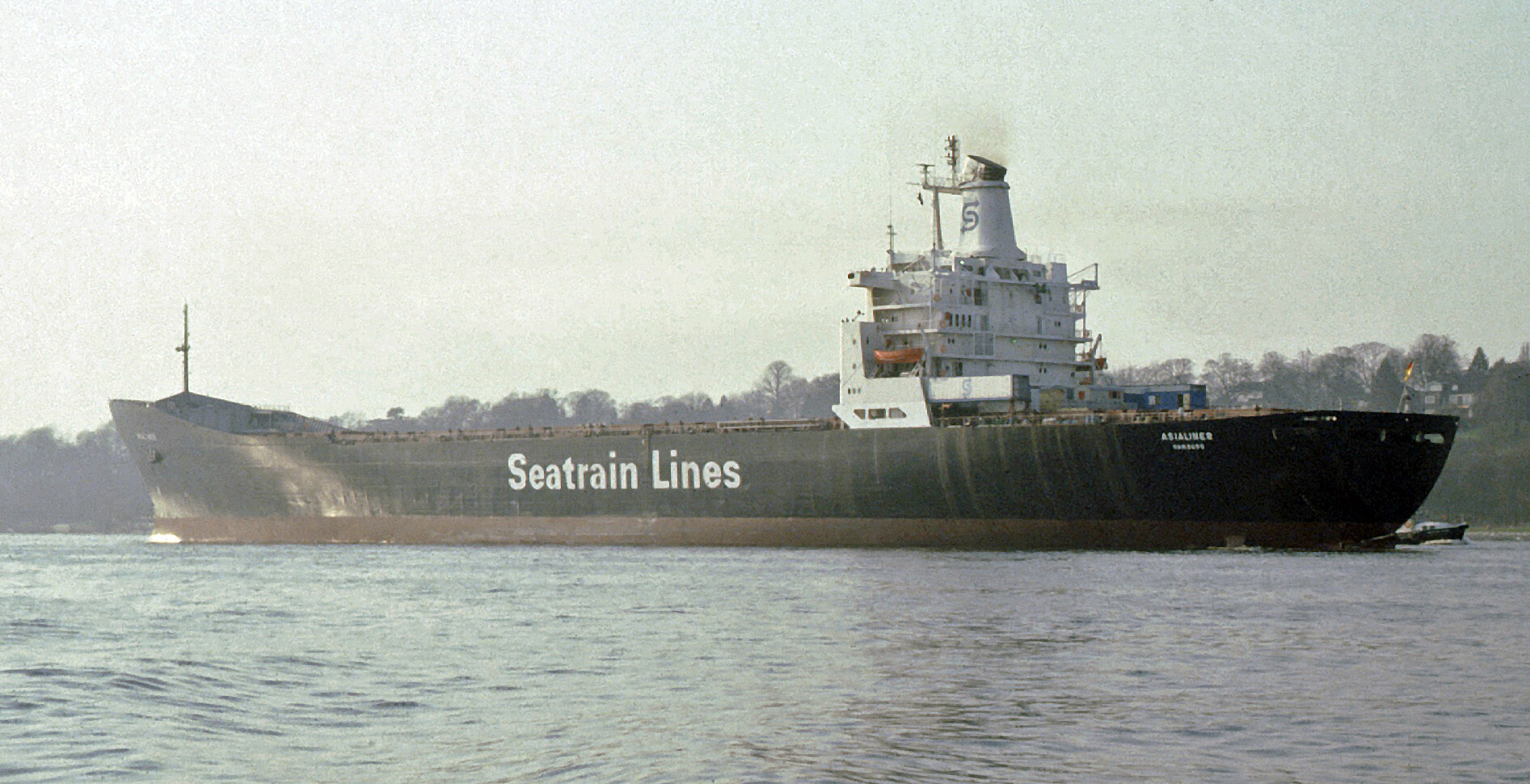
Asialiner verlässt 1980 Hamburg nach Umstellung auf Dieselmotorenantrieb

## Schwesterschiffe
Die drei weiteren Schiffe dieser Serie waren die Eurofreighter (IMO-Nr. 7105914), die Asialiner (IMO-Nr. 7119733) und die Asiafreighter (IMO-Nr. 7205843), wobei die letzten zwei über eine höhere Leistung verfügten.